# Delta emarginatum
Delta emarginatum es una especie de avispa alfarera de la familia Vespidae.
Las hembras pueden llegar a medir 35 mm, los machos son más chicos.

## Distribución
Esta especie se puede encontrar en Libia, Egipto, Etiopía, Somalia, Mozambique, Angola, República del Congo, Camerún, Gabón, Liberia, Níger, Senegal, Mauritania, Sahara Central, Madagascar, Islas de las Comoras, Eritrea, Guinea-Bisáu, Malawi, Sudáfrica, Sudán, República Democrática del Congo.